# Johan Hirschfeldt

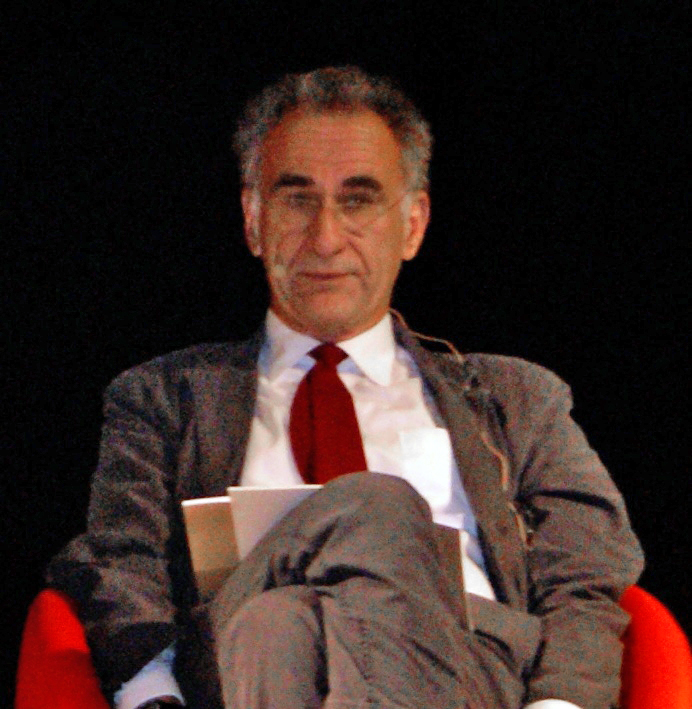
Johan Hirschfeldt, 2006.

Johan Henrik Hirschfeldt, född 20 november 1942, är en svensk jurist. Han var justitiekansler 1992–1996 och hovrättspresident i Svea hovrätt 1996–2007.

## Biografi
Hirschfeldt avlade juristexamen vid Uppsala universitet 1967 och var 1965 förste kurator på Stockholms nation. Efter examen tjänstgjorde han som tingsnotarie i Stockholm och därefter i kammarrätten i Stockholm. Han tjänstgjorde vidare som föredragande hos justitieombudsmannen (JO), han var byråchef där 1980–1984, och sedan rättschef vid arbetsmarknadsdepartementet. Han var rättschef i statsrådsberedningen under regeringarna Carlsson och Bildt från 1986, blev justitiekansler 1992 och hovrättspresident 1996. Hirschfeldt har även varit ordförande i Statens ansvarsnämnd.
Hirschfeldt var ordförande i Katastrofkommissionen som på regeringens uppdrag undersökte myndigheternas agerande i samband med den så kallade Tsunamikatastrofen i Indiska oceanen den 26 december 2004. Han ledde även katastrofkommissionens andra utredning om tsunamibanden. Han har även lett kommittén om domstolschefens roll och utnämningen av högre domare (se betänkandet SOU 2000:99).

### Familj
Johan Hirschfeldt är son till förre chefredaktören för Upsala Nya Tidning (UNT), Lennart Hirschfeldt, och gift med Ingar Beckman Hirschfeldt. Johan Hirschfeldt är bror till Lena Marcusson.

## Utmärkelser
- Juris hedersdoktor vid Uppsala universitet (2000) [3]
- Hedersledamot av Stockholms nation.[3]
- H.M. Konungens medalj i 12:e storleken i guld med kedja (2003)[4]